# 秦农银行
秦农银行全称为陕西秦农农村商业银行股份有限公司，是陕西省西安市的一家农村商业银行，注册资本80亿元，由新城区、碑林区、莲湖区、雁塔区、灞桥区、未央区农村信用合作联社合并重组建成，是陕西省继长安银行之后成立的又一家商业银行。2015年全行资产总额777亿元，负债总额675亿元，资本规模居西北金融机构之首，排全国农村商业银行第五位，共有235个营业网点，是西安市营业网点最多的银行机构。2017年，秦农银行与西安一起涉嫌非法吸收公众存款的案件有较大关联，与其合作的西安一得贸易有限公司对推出的黄金理财产品隐藏风险并夸大安全，涉案金额达1.2亿元人民币。